# フィリッポ・マリーア・ヴィスコンティ

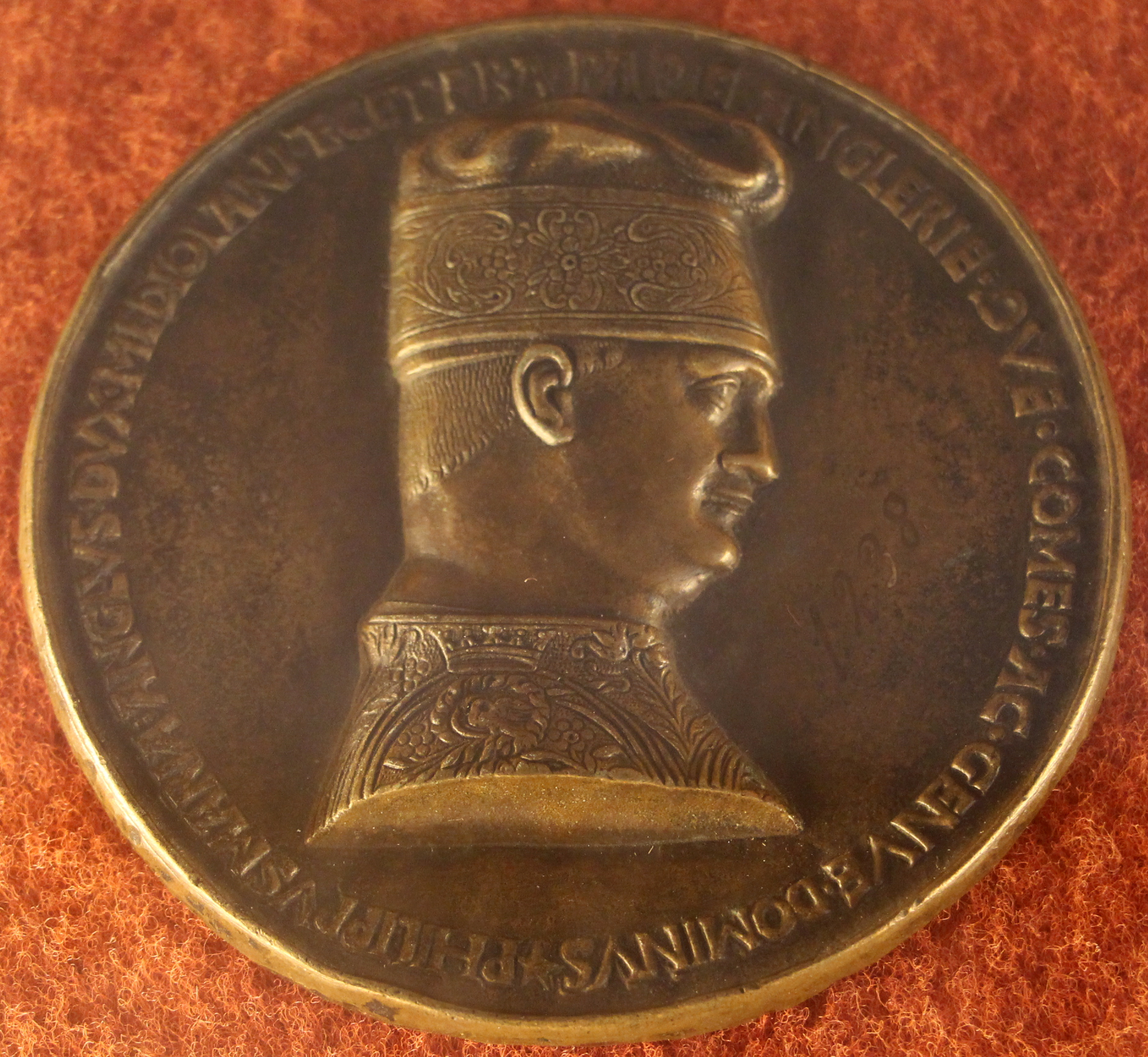
フィリッポ・マリーア・ヴィスコンティのメダル（ピサネロ作）

フィリッポ・マリーア・ヴィスコンティ（イタリア語：Filippo Maria Visconti, 1392年9月3日 - 1447年8月13日）は、ミラノ公（在位：1412年 - 1447年）。その残酷で偏執的な性格で知られているが、君主としてはやり手であった。1420年代にロンバルディア戦争においてロマーニャ、フィレンツェおよびヴェネツィアと争ったが、最終的にローマ教皇マルティヌス5世のもと、和平を受け入れることを余儀なくされた。その後、フィリッポ・マリーアは攻撃を開始したが、そこでも和平協定において争いが終結した。フィリッポ・マリーアは2度結婚したが、1428年にサヴォイア公アメデーオ8世の娘マリーアと2度目の結婚をした。フィリッポ・マリーアはヴィスコンティ家の最後の男系子孫であり、フィリッポ・マリーアの死後、娘婿のフランチェスコ・スフォルツァがミラノ公位を継承した。

## 生涯
フィリッポ・マリーアは1402年にパヴィーアの名目上の支配者となっていたが、1412年に兄ジョヴァンニ・マリーアが暗殺され、ミラノ公位を継承した。両者はジャン・ガレアッツォ・ヴィスコンティとその2番目の妃カテリーナ・ヴィスコンティの息子であった。ビアンドラーテ伯ファチーノ・カーネ（フィリッポ・マリーアの兄と摂政であった母カテリーナの派閥間の争いを煽った傭兵隊長）の未亡人ベアトリーチェ・ラスカリス・ディ・テンダとの結婚により、フィリッポ・マリーアは50万フローリン近い持参金を手に入れた。しかし、ベアトリーチェが国政に関心を示しすぎたとき、フィリッポ・マリーアはベアトリーチェを姦通の罪で告発し、1418年にビナスコの城で斬首した。
フィリッポ・マリーアは残酷かつ偏執的で、容姿の醜さに非常に敏感であったが、カルマニョーラ、ニッコロ・ピッチニーノ（1440年にアンギアーリの戦いにおいて軍を率いたものの敗北した）やフランチェスコ・スフォルツァを傭兵隊長として雇うなど偉大な政治家であり、ミラノ公国のロンバルディア地域を取り戻すことに成功した。
フォルリ領主ジョルジオ・オルデラッフィが死去し、フィリッポ・マリーアは自身が継承者のテダルド・オルデラッフィの後見人であることを利用して、ロマーニャを征服し（1423年）、フィリッポ・マリーアの覇権への野望を認めることができなかったフィレンツェとの戦争を引き起こした。ヴェネツィアはカルマニョーラに促されて、フィレンツェ側で介入することを決め（1425年）、この戦争はロンバルディアにひろがった。1426年3月、カルマニョーラはブレシアで反乱を煽った。ブレシアはカルマニョーラがヴィスコンティ家のために5年前に征服した地であった。長期に及ぶ遠征の後、ヴェノツィアはブレシアを征服し、領地をガルダ湖の西岸にまで拡大させた。フィリッポ・マリーアは神聖ローマ皇帝の支援を得ることができず、ローマ教皇マルティヌス5世により提案された和平条項を受け入れることを余儀なくされ、ヴェネツィアおよびカルマニョーラにとって有利なものとなった。この条項をミラノ公と皇帝は渋々受け入れた。しかし、フィリッポ・マリーアからの口実により戦争は再開し、フィリッポ・マリーアはマクローディオにおいて敗北し（1427年10月12日）、フェラーラ侯ニッコロ3世・デステの仲介によりフェラーラにおいて最終的に和平が結ばれた。
翌年、フィリッポ・マリーアは有力な同盟者であるサヴォイア公アメデーオ8世の娘マリーアと2度目の結婚をした。フィリッポ・マリーアの支援により、アメデーオ8世は1439年11月から1449年4月まで対立教皇フェリクス5世となった。
フィリッポ・マリーアはミラノに学校を創設するため、ガスパリーノ・バルツィッツァを招聘した。バルツィッツァは宮廷弁論家としても仕えた。
フィリッポ・マリーアは1447年に死去した。フィリッポ・マリーアはヴィスコンティ家の最後の男系子孫であり、短期間アンブロジアーナ共和国（1447年 - 1450年）が成立した後、フランチェスコ・スフォルツァ（1401年 - 1466年）がミラノ公位を継承した。フランチェスコ・スフォルツァは1441年にフィリッポ・マリーアの庶子で唯一の継承者であったビアンカ・マリーア（1425年 - 1468年）と結婚していた。

## 芸術

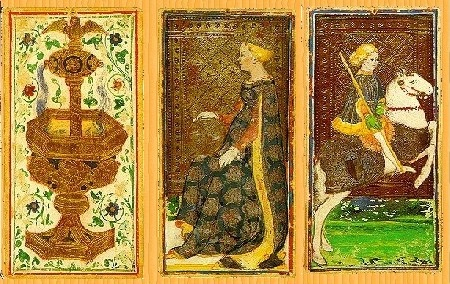
ヴィスコンティ・スフォルツァ版タロット

当時『carte da trionfi』と呼ばれていた現存する最古のタロットカードは、恐らくフィリッポ・マリーアの依頼により作成された。